# Литомеричи

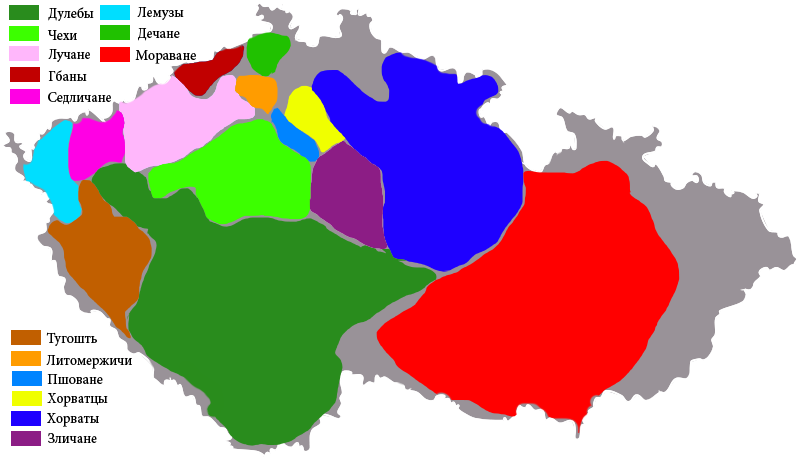
Местоположение средневековых чешских племён в границах современного государства Чехия.

Литомеричи — маленькое западнославянское племя, которое в V веке обосновалось на территории северной Богемии (Устецкий край и Либерецкий край) в месте слияния Лабы и Огрже и в окрестностях сегодняшнего Литомержице. Совместно с дечанами и пшованами являлось частью племенной федерации, которая, под руководством чехов, принимала активное участие в формировании чешского государства Пржемысловичей.